# NGC 6554
NGC 6554 est un groupe d'étoiles situé dans la constellation du Sagittaire,. L'astronome britannique John Herschel a enregistré la position de ce groupe le 14 juillet 1830.
Les bases de données Simbad, NASA/IPAC et HyperLeda considèrent NGC 6554 comme un amas ouvert d'étoiles, mais on ne retrouve aucune information sur le site WEBDA consacré aux amas ouverts.